# Samuel Ephraim Jordan
Samuel Ephraim Jordan (* 1738 oder 1739 in Harburg; † 22. November 1788 in Otterndorf) war deutscher Jurist und Amtmann.

## Leben
Samuel Jordan studierte um 1749 an der Universität Halle, Universität Jena und um 1757 in Göttingen. Von 1761 bis 1773 war er Amtsschreiber in Harste bei Göttingen.
Anschließend war er bis 1780 Gerichtsschulze in Göttingen am Gericht Leineberg. Seiner Leidenschaft galt der Physik und er soll mit dem Professor Georg Lichtenberg befreundet gewesen sein, sodass er 1779/1780 sogar gemeinsam mit ihm Experimente an der Universität Göttingen durchführte.
Von 1781 bis 1785 war er unter dem Landvogt Friedrich Ludwig August von dem Bussche Amtmann in Harburg. Er war dann bis zu seinem Tod Amtmann in Otterndorf und Assessor am dortigen Obergericht.
Verheiratet mit Johanna Caroline Christine Graetzel und hatte sechs Kinder mit ihr.
Sein einer Sohn August Christian Jordan (1779–1844) wurde ebenfalls Jurist, Ratsherr und Gerichtsvogt in Reval. Sein älterer Sohn Georg Wilhelm Jordan († 1834) wurde ebenfalls wie der Vater später Amtmann. 

## Werk
- De essentia dei, quae ex eo, quod aliquid est, efficitur, 1779

## Trivia
Sein Name taucht 1764 in der Geburtsurkunde eines Sohnes von Johann Friedrich Ludloff auf.